# Кришна-Васудева
Кри́шна-Васуде́ва (санскр. कृष्ण वसुदेव IAST: kṛṣṇa vasudeva «Кришна, сын Васудевы») — одна из форм Кришны в индуизме. Исторически, культ Кришны-Васудевы был одной из древнейших форм поклонения в кришнаизме и вайшнавизме. Учёные полагают, что это была преобладающая традиция поклонения Кришне в ранний период развития кришнаизма. Считается, что культ Кришны-Васудевы изначально существовал как отдельная традиция, но на более позднем этапе своего развития слился с культом Гопалы и Бала-Кришны и явился основой для современной традиции монотеистического поклонения Кришне. Культ Кришны-Васудевы принято отождествлять с бхагаватизмом. Основателем этой религиозной традиции считается Кришна, сын Васудевы, откуда и происходит имя Васудева. Считается, что он принадлежал к племени Ядавов и его последователи называли себя бхагаватами. Согласно археологическим и литературным свидетельствам, эта религия сформировалась не позднее IV века до н. э. Кришна-Васудева упоминается в трудах Патанджали и Мегасфена, а также в «Артхашастре» Чанакьи.
В некоторых источниках, преданный, или бхакта Кришны-Васудевы называется «васудевакой».
В «Харивамше» описывается отношение между Кришной-Васудевой, Санкаршаной, Прадьюмной и Анируддхой, которое позднее вылилось в вайшнавскую концепцию четырёх основных экспансий, или аватар (чатур-вьюха).